# Кулевчанська сільська рада
Куле́вчанська сільська́ ра́да (Колісненська) —  орган місцевого самоврядування Кулевчанської сільської громади, у Білгород-Дністровському районі Одеської області. Сільська рада утворена в 1995 році як адміністративно-територіальна одиниця.

## Склад ради
Рада складається з 20 депутатів та голови.
- Голова ради: Статіров Микита Микитович
- Секретар ради: Станчева Анастасія Георгіївна

### Керівний склад попередніх скликань
| Прізвище, ім'я, по батькові | Основні відомості                                                         | Дата обрання | Дата звільнення |
| --------------------------- | ------------------------------------------------------------------------- | ------------ | --------------- |
| Статіров Микита Микитович   | Сільський голова, 1953 року народження, освіта вища, безпартійний         | 26.03.2006   | 31.10.2010      |
| Статіров Микита Микитович   | Сільський голова, 1953 року народження, освіта вища, член Партії регіонів | 31.10.2010   |                 |

Примітка: таблиця складена за даними сайту Верховної Ради України

### Депутати
За результатами місцевих виборів 2010 року депутатами ради стали:

#### За суб'єктами висування
| Суб'єкт висування                                       | Кількість обраних депутатів | %  |
| ------------------------------------------------------- | --------------------------- | -- |
| Самовисування                                           | 10                          | 50 |
| Соціалістична партія України                            | 5                           | 25 |
| Партія регіонів                                         | 3                           | 15 |
| Політична партія Всеукраїнське об'єднання «Батьківщина» | 1                           | 5  |
| Політична партія «Сильна Україна»                       | 1                           | 5  |

#### За округами
| № округу                                                | Прізвище, ім'я, по батькові   | Дата визнання обраним | Освіта  | Партійна приналежність                        | Відомості про обраного депутата                                           |
| ------------------------------------------------------- | ----------------------------- | --------------------- | ------- | --------------------------------------------- | ------------------------------------------------------------------------- |
| Партія регіонів                                         |                               |                       |         |                                               |                                                                           |
| 1                                                       | Шкімбов Олександр Михайлович  | 11.11.2010            | вища    | член Партії регіонів                          | сільськогосподарський виробничий кооператив «Россия», лікар-ветеринар     |
| 4                                                       | Станчева Анастасія Георгіївна | 11.11.2010            | вища    | член Партії пенсіонерів України               | Кулевчанська сільськарада, секретар                                       |
| 7                                                       | Мандражи Олена Петрівна       | 11.11.2010            | вища    | член Партії пенсіонерів України               | Кулевчанська сільська рада, фахівець                                      |
| Політична партія Всеукраїнське об'єднання «Батьківщина» |                               |                       |         |                                               |                                                                           |
| 20                                                      | Стариш Валентина Миколаївна   | 11.11.2010            | вища    | член Всеукраїнського об'єднання «Батьківщина» | тимчасово не працює                                                       |
| Політична партія «Сильна Україна»                       |                               |                       |         |                                               |                                                                           |
| 10                                                      | Пейчев Анатолій Іванович      | 11.11.2010            | вища    | член Політичної партії «Сильна Україна»       | приватний підприємець                                                     |
| Соціалістична партія України                            |                               |                       |         |                                               |                                                                           |
| 3                                                       | Міус Анастасія Іванівна       | 11.11.2010            | вища    | позапартійна                                  | сільпо, головний бухгалтер                                                |
| 5                                                       | Стоянова Валентина Іванівна   | 11.11.2010            | вища    | позапартійна                                  | сільськогосподарський виробничий кооператив «Россия», лаборант            |
| 6                                                       | Засовенко Інна Олексіївна     | 11.11.2010            | вища    | член Соціалістичної партії України            | Розівська загальноосвітня школа, вчитель                                  |
| 12                                                      | Славова Дар'я Степанівна      | 11.11.2010            | вища    | позапартійна                                  | Кулевчанська лікарня, медична сестра                                      |
| 19                                                      | Міхова Зінаїда Василівна      | 11.11.2010            | вища    | позапартійна                                  | сільськогосподарський виробничий кооператив "Россия, бригадир-виноградар  |
| Самовисування                                           |                               |                       |         |                                               |                                                                           |
| 2                                                       | Бойчева Марія Григорівна      | 11.11.2010            | вища    | позапартійна                                  | сільськогосподарський виробничий кооператив «Россия», бригадир-виноградар |
| 8                                                       | Ніколов Іван Савелійович      | 11.11.2010            | вища    | позапартійний                                 | Насосна станція, начальник                                                |
| 9                                                       | Хрістодоров Петро Іванович    | 11.11.2010            | вища    | позапартійний                                 | приватний підприємець                                                     |
| 11                                                      | Міхова Ольга Петрівна         | 11.11.2010            | вища    | член Всеукраїнського об'єднання «Батьківщина» | Кулевчанський дошкільний навчальний заклад, завідувачка                   |
| 13                                                      | Каланжов Віталій Пилипович    | 11.11.2010            | вища    | позапартійний                                 | тимчасово не працює                                                       |
| 14                                                      | Бочевар Марія Савелівна       | 11.11.2010            | вища    | позапартійна                                  | «Одесанафтопродукт», директор                                             |
| 15                                                      | Христодоров Петро Петрович    | 11.11.2010            | вища    | позапартійний                                 | тимчасово не працює                                                       |
| 16                                                      | Христофорова Олена Миколаївна | 11.11.2010            | вища    | позапартійна                                  | Кулевчанська загальноосвітня школа, вчитель                               |
| 17                                                      | Самокиш Іван Іванович         | 11.11.2010            | вища    | член Партії пенсіонерів України               | приватний підприємець                                                     |
| 18                                                      | Бочевар Іван Іванович         | 11.11.2010            | середня | позапартійний                                 | пенсіонер                                                                 |